# Sidi Abdeldjebar
Sidi Abdeldjebar (em árabe: سيدي عبد الجبار) é uma cidade e comuna localizada na província de Mascara, Argélia. Segundo o censo de 2008, a população total da cidade era de 4 190 habitantes.